# La familia Mata
La familia Mata va ser una sèrie còmica de televisió produïda per Notro Films i emesa originalment per la cadena espanyola Antena 3 des de l'any 2007 fins a l'any 2009. La sèrie es va estrenar el 17 de setembre de 2007. Al desembre d'aquest mateix any, es van incorporar Marisa Porcel i Pepe Ruiz, la segona temporada es va estrenar el 7 d'abril de 2008. A la fi de 2008 la cadena va decidir emetre un especial amb la col·laboració de Paco Tous. Després va estrenar la seva tercera i última temporada, que va comptar amb l'abandó de Daniel Guzmán i la incorporació d'Alexandra Jiménez. La sèrie va finalitzar el 16 de març de 2009.

## Argument
Quan Pablo (Daniel Guzmán) i Susana (Elena Ballesteros) estan a punt de rebre les claus del seu pis, escullen al pare d'ella (Antonio Dechent) perquè porti els diners al notari. El que no imaginen és que l'home invertirà els diners en comptes de lliurar-los, deixant la filla i al gendre sense casa. Per això, el líder dels Mata els convida al fet que visquin amb ells. Així serà com la parella conviurà amb un sogre i una sogra (Chiqui Fernández) una miqueta especials, una tia excèntrica (Anabel Alonso), un avi rondinaire (Paco Sagárzazu) i un cunyat ximple i separat (Iván Massagué i Horta) que viu al costat dels seus dos fills.
Antonio Dechent surt en una pel·lícula anomenada El Calentito l'any 2005, anterior a La familia Mata, i curiosament, el seu personatge també és el senyor Mata, un llançat emprenedor.

## Repartiment

### Personatges principals de la primera i segona temporada
- Susana Mata Arias (Elena Ballesteros) és la núvia de Pablo.
- Pablo Aguilar Nuñez (Daniel Guzmán) és el promès de Susana.
- Arturo Mata (Antonio Dechent) és el pare de Susana i amo de Armasa.
- Gloria Arias (Chiqui Fernández) és la mare de Susana.
- Marcos Mata Arias (Ivan Massagué) és el germà gran de Susana.
- Mónica Arias (Anabel Alonso) és la germana petita de Gloria.
- Alfredo Arias Rodríguez (Paco Sagarzazu) és el pare de Gloria i Mónica. (1a Temporada)
- Javier "Javi" Aguilar Nuñez (Jordi Ballester) és el germà de Pablo.
- Montse (Esther Arroyo) és una amiga de Susana.
- Jorge Magariño (Dani Mateo) és l'ex de Susana i el seu cap.
- Sonia (Inma Cuesta) és l'ex de Pablo.
- Elvira (Marisa Porcel) és la mare d'Arturo.
- Fermín Mata (Pepe Ruiz) és el pare d'Arturo.

### Personatges principals de la tercera temporada
- Arturo Mata (Antonio Dechent) és el pare de Susana i amo de Armasa.
- Gloria Arias (Chiqui Fernández) és la mare de Susana.
- Marcos Mata Arias (Ivan Massagué) és el germà major de Susana.
- Susana Mata Arias (Elena Ballesteros) és la filla d'Arturo i Gloria.
- Mónica Arias (Anabel Alonso) és la germana petita de Gloria.
- Javier "Javi" Aguilar Nuñez (Jordi Ballester) és el germà de Pablo.
- Montse (Esther Arroyo) és una amiga de Susana.
- Jorge Magariño (Dani Mateo) és l'ex de Susana i el seu cap.
- Eva Mata (Alexandra Jiménez) és la filla secreta d'Arturo.
- Elvira (Marisa Porcel) és la mare d'Arturo.
- Fermín Mata (Pepe Ruiz) és el pare d'Arturo.

### Personatges secundaris
- Rafa (Luis Zahera) és un ex-presidiari que es casa amb Mónica.
- Carla (Ana Ruiz) és una empleada de la ETT de Mónica i Susana.
- Raquel Mata (Lucía González) és la filla de Marcos.
- Roberto Mata (Juan Silveira) és el fill de Marcos.
- Josele (Darío Paso) és un amic i cosí de Pablo.
- Rubén (Iván Luis) és un amic de Josele i Pablo.
- Óscar (Omar Muñoz) és el fill de Montse.
- Laura (Vicky Martín Berrocal) és una professora del centre cultural.
- César (Aitor Mazo) és l'advocat d'Arturo.
- Rafita (Borja Navas) és el fill de Rafa.
- Merche (Raquel Pérez) és l'exdona de Marcos i, per tant, mare de Raquel i Roberto.
- Darío (Ramón Agirre) és espia i amic d'Arturo.

## Episodis
La sèrie consta de 36 episodis més 1 especial.
| Episodi                                                 | Data d'emissió | Espectadors | Quota de pantalla |
| ------------------------------------------------------- | -------------- | ----------- | ----------------- |
| PRIMERA TEMPORADA                                       |                |             |                   |
| 1. La Familia Mata                                      | 17/09/2007     | 3.194.000   | 18,0%             |
| 2. La Familia Arruinada                                 | 24/09/2007     | 2.992.000   | 16,5%             |
| 3. La Familia y Otro Ruinoso Negocio                    | 01/10/2007     | 3.229.000   | 17,7%             |
| 4. La Familia Desahuciada                               | 08/10/2007     | 2.683.000   | 15,1%             |
| 5. Pablo Bloqueado                                      | 15/10/2007     | 2.981.000   | 16,2%             |
| 6. Gloria y Susana en Huelga                            | 22/10/2007     | 2.774.000   | 15,4%             |
| 7. Gloria y Pablo en Guerra                             | 29/10/2007     | 2.747.000   | 15,2%             |
| 8. Dispuesto a Cualquier Cosa                           | 12/11/2007     | 2.880.000   | 16,0%             |
| 9. El Cumple de Jorge                                   | 19/11/2007     | 2.977.000   | 16,0%             |
| 10. Pablo Busca Venganza                                | 26/11/2007     | 2.826.000   | 16,3%             |
| 11. Elvira y Fermín                                     | 10/12/2007     | 3.799.000   | 21,3%             |
| 12. Los Abuelos se Quedan por Navidad                   | 17/12/2007     | 3.325.000   | 18,5%             |
| SEGUNDA TEMPORADA                                       |                |             |                   |
| 13. La Casa en Tres                                     | 07/04/2008     | 2.859.000   | 17,6%             |
| 14. Javi Llega a la Familia                             | 14/04/2008     | 3.216.000   | 19,0%             |
| 15. Arresto domiciliario                                | 21/04/2008     | 2.684.000   | 15,6%             |
| 16. Pagar al abogado                                    | 28/04/2008     | 2.439.000   | 13,8%             |
| 17. Tener un hijo                                       | 05/05/2008     | 2.854.000   | 16,4%             |
| 18. El Catering                                         | 12/05/2008     | 2.870.000   | 16,6%             |
| 19. Atracción Fatal                                     | 19/05/2008     | 2.751.000   | 16,4%             |
| 20. Padre Arturo                                        | 26/05/2008     | 2.777.000   | 16,2%             |
| 21. Robos y Supuestas Agresiones                        | 02/06/2008     | 2.726.000   | 16,4%             |
| 22. La Cacería                                          | 09/06/2008     | 2.601.000   | 14,5%             |
| 23. Fiesta de Disfraces                                 | 16/06/2008     | 2.767.000   | 15,6%             |
| 24. Estafar al Seguro                                   | 23/06/2008     | 2.209.000   | 16,1%             |
| 25. Cada uno por su lado                                | 30/06/2008     | 2.234.000   | 14,8%             |
| 26. Armasa se convierte en Armasaguedón                 | 07/07/2008     | 2.305.000   | 16,2%             |
| TERCERA TEMPORADA                                       |                |             |                   |
| 27. Armasallá                                           | 12/01/2009     | 2.310.000   | 12,3%             |
| 28. Gloria intenta sabotear la boda de su hermana       | 19/01/2009     | 2.466.000   | 13,0%             |
| 29. Mónica y Susana se hacen con el traspaso de una ETT | 26/01/2009     | 1.938.000   | 10,2%             |
| 30. Ampliando Armasallá                                 | 02/02/2009     | 2.064.000   | 11,1%             |
| 31. La nueva empleada de la ETT                         | 09/02/2009     | 1.789.000   | 10,0%             |
| 32. El paquete sorpresa                                 | 16/02/2009     | 1.707.000   | 9,7%              |
| 33. El funeral de la tía de Jorge                       | 23/02/2009     | 1.831.000   | 9,2%              |
| 34. Elisa, la nueva inquilina                           | 02/03/2009     | 1.789.000   | 11,4%             |
| 35. El amigo de Marcos es espía                         | 09/03/2009     | 1.804.000   | 11,8%             |
| 36. La despedida                                        | 16/03/2009     | 1.127.000   | 10,5%             |
| TOTAL                                                   |                |             |                   |
| 36 episodios más uno especial                           | 2007 - 2009    | 2.972.000   | 14,8%             |
| EPISODIOS ESPECIALES                                    |                |             |                   |
| Especial Nochevieja: ¡Qué bello es ser un Mata!         | 29/12/2008     | 1.858.000   | 9,8%              |

## Crítica
La sèrie va tenir una bona qualificació per part de Martín Negíbar (d'El Mundo) després de l'episodi pilot.

### Polèmiques
Pepe Ruiz i Marisa Porcel foren trets d' Escenas de matrimonio per a ser introduïts en la sèrie. Com no hi havia contracte en aquesta sèrie, va ser molt senzill contractar-los per a La familia Mata. D'aquesta forma Antena 3 va retornar el cop a Telecinco i a José Luis Moreno per haver-los robat els personatges d'una altra sèrie, Aquí no hay quien viva, que fou adaptada a Telecinco com La que se avecina. L'absolut fracàs de la tercera temporada de la sèrie, sense Daniel Guzmán, protagonista de la sèrie, va fer que aquesta s'acabés al final de temporada, deixant a Ruiz i Porcel en atur, perquè una nova parella ja havia ocupat el seu lloc.

## Adaptacions
- El 21 d'octubre del 2009, la cadena MEGA TV va estrenar la versió grega de La familia Mata anomenada Oikogenia Vlaptei (La Família Danya).[3]
- En Portugal, el 7 de març de 2011, la cadena SIC va estrenar la versió portuguesa de La família Mata anomenada A Família Mata. La versió portuguesa ha tingut 2 temporades, la primera des de l'estrena fins a 29 d'abril de 2011 (exhibida de dilluns a divendres) i la segona entre 7 de juliol i 1 de desembre de 2012 (exhibida els dissabtes).